# 好來化工

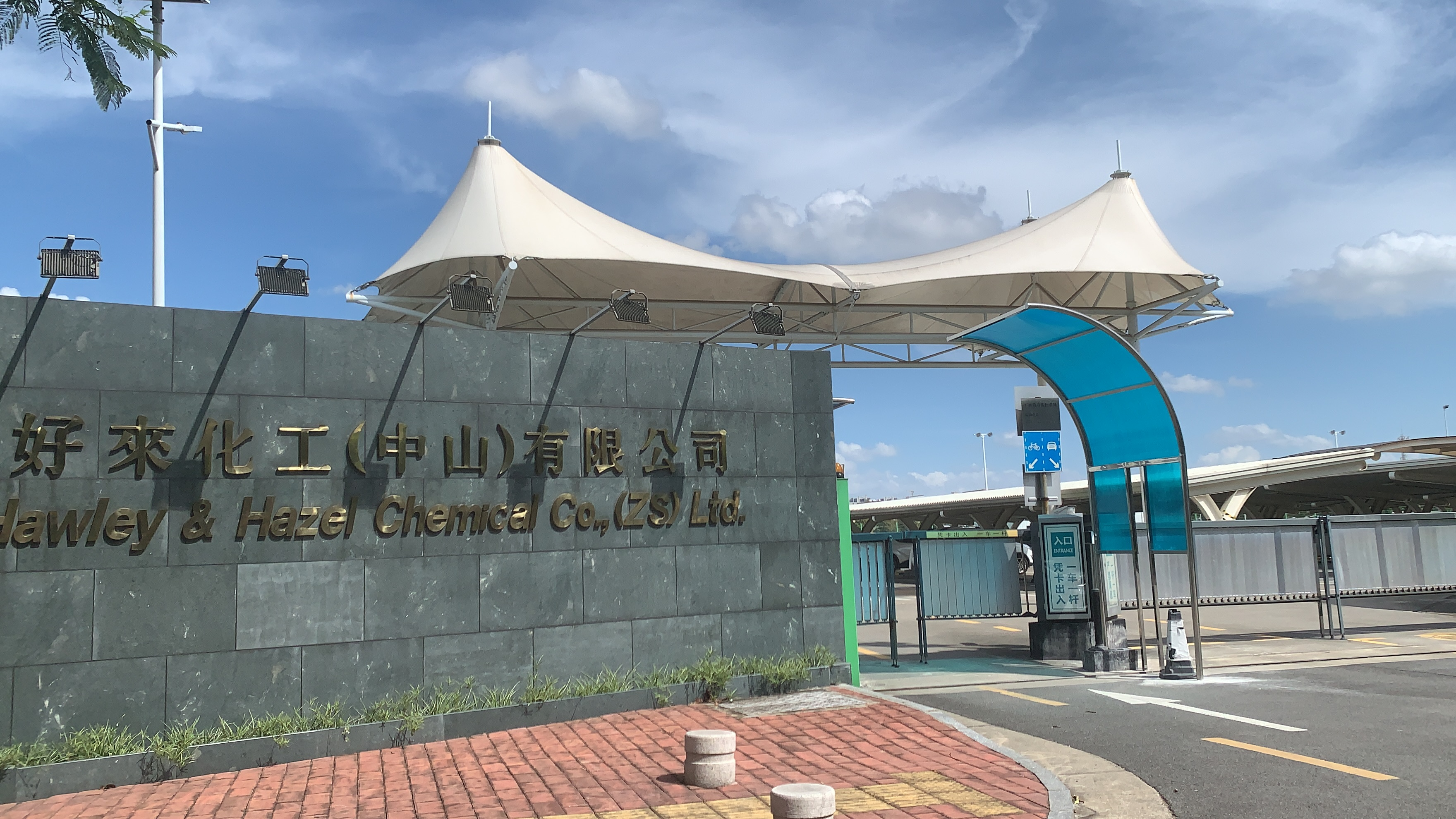
好来化工在中山的工厂

好來化工股份有限公司（簡稱：好來化工，縮寫：H&H）是臺灣一間與高露潔-棕欖技術合作的跨國公司，生產個人護理產品，例如口腔護理產品，包括好來牙膏、高露潔牙刷及牙膏、棕欖洗髮精、沐浴露、肥皂及漱口水等。前空軍官校校長、聯勤副總司令毛瀛初中將曾擔任其董事長。

## 歷史
- 1933年，中華民國浙江省寧波市的嚴柏林、嚴中立兄弟在上海公共租界創立好來藥物股份有限公司。
- 1949年，嚴家兄弟移居臺灣臺北市城中區康定路，成立好潔工業有限公司。隨後，好潔工業於臺北縣新莊鎮中正路設立工廠，生產黑人牙膏等牙膏類產品。
- 1957年，好潔工業有限公司更名為好潔工業股份有限公司。
- 1985年，好潔工業與美國高露潔-棕欖合作，改良黑人牙膏的產品包裝及市場策略。
- 1990年代末，好潔工業更名為好來化工股份有限公司，遷移至臺北市松山區敦化南路一段2號9樓。

## 主要產品
- 好來牙膏
- 高露潔
- 棕欖

## 外部連結
- 好來化工(香港)有限公司（页面存档备份，存于） ，香港仔黃竹坑道
- Hawley & Hazel Chemical Co (Singapore) Pte Ltd ，新加坡烏節路